# 卡考
杰罗尼莫·克劳德米尔·巴雷托（Claudemir Jeronimo Barretto，1981年3月27日—），通常被稱為卡考（Cacau），是一名巴西裔德國足球運動員，退役前司職前鋒。
卡卡奥於2009年2月成為德國公民，並在同年5月亞洲之行對中國時首次代表國家隊參賽。他入選德國參加2010年世界盃決賽週的決選名單。

## 生平

### 球會
早年
卡卡奥出生於巴西圣保罗州聖安德列（Santo André）一個貧窮家庭，唯一娛樂是與兩名兄弟在居所外的街上踢足球，期望有日成為職業足球運動員。卡卡奥獲選加入的13歲少年隊，他邊上學邊接受訓練，但3年後被放棄。
卡卡奥努力完成中學學業，由於經濟環境未能繼續升學，他一面兼職工作，一面效力巴西圣保罗州低級別球隊國家競技（Nacional Atlético），但職業足球運動員的夢想離他越來越遠。期間他被日後成為其經理人的奥斯马·德·奥利维拉（Osmar de Oliveira）發掘，奥斯马僑居德國，為一名音樂人，是國家競技教練的表兄弟，當時剛返回巴西渡假，他說服卡卡奥出國到歐洲發展。1999年7月12日年僅18歲的卡卡奥隻身飛抵慕尼黑，奥斯马安排他到不同的球隊試訓，但均不獲接納，其後他加盟德國第5級巴伐利亞高級聯賽（Oberliga Bayern）的慕尼克土耳其力量（Türk Gücü München），奥斯马還需要作出補貼才成事。
紐倫堡
2001年6月年僅20歲的卡卡奥投效當時稱為「紐倫堡業餘隊」（1. FC Nürnberg Amateure）的紐倫堡二隊。由於表現出色及一隊傷兵問題嚴重，他於同年11月18日獲提升上一隊，首次在德甲出戰；12月8日第二次上陣對，卡卡奥雖然梅開二度，但球隊仍以2-4敗陣。在德甲首個球季，卡卡奥於17次上陣射入6球，但翌季成績不進反退，27次上陣僅有兩球斬獲，紐倫堡更以第17位的成績降班。
史特加
但卡卡奥在2003年1月已與另一支德甲球會隊史特加達成約前協議，在球季結束後加盟。在史特加的首個球季，他有機會出席4場歐洲足協盃賽事，在聯賽上陣16場及射入4球。2004/05年球季卡卡奥上陣32場及射入12球，成為球隊次席射手。同季在歐洲足協盃首3場賽事，他連續取得3場梅開二度。
卡卡奥繼續一季好一季劣的梅花間竹表現，2005/06年球季僅取得4個德甲入球，惟翌季表現復甦，成為史特加贏得2007年德甲冠軍的主力成員，以13個入球再度成為球隊次席射手，包括2-0擊敗拜仁慕尼黑包辦兩個入球及3-2作客擊敗的致勝球。2006/07年球季卡卡奥亦協助史特加晉級德国足协杯決賽，在整項賽事6場射入5球，包括決賽對舊東家紐倫堡先拔頭籌的入球，但他在入球後11分鐘因拳擊對手而被球證直接出示紅牌驅逐離場，史特加在加時後僅負2-3，失去贏得雙料冠軍的機會。
2007/08年球季卡卡奥為史特加在歐聯上陣5場，在3-2擊敗一役取得首個歐聯入球，射入己隊扳平的一球。史特加在德甲以第6位的成績結束球季，他在27次上陣射入9球。2008/09年球季卡卡奥在25場德甲賽事射入7球，協助球隊取得聯賽季軍。
2010年2月20日卡卡奥在作客5-1大勝科隆射入4球糊出「大四喜」。在季後約滿的卡卡奥不滿史特加提供的新約條件，一度要脅離隊，最終在5月1日他與史特加續約三年至2013年夏季。

### 國家隊
雖然卡卡奥在巴西出生，但他從來沒有獲得巴西國家隊的徵召。
2009年2月他在德國居住及工作滿5年後成功入籍並取得護照後，有資格代表德國國家隊參賽。同年5月19日德國主帥挑選卡卡奥入伍參加國家隊的亞洲之旅，5月29日在上海體育場對中國首次披上德國球衣亮相，後補入替上陣27分鐘，雙方1-1平手終場。四天後第二次上陣，在7-2大勝阿聯酋下半場入替，落場僅兩分鐘即助攻予高美斯射入個第三球及德國隊的第五球。
2010年5月13日在亚琛舉行對馬爾他的熱身賽，正選上陣的卡卡奥打開國家隊的入球進帳紀錄，個人梅開二度協助球隊淨勝三球；繼於下場作客對匈牙利再轟入一球。6月13日世界盃分組賽首場對澳洲，卡卡奥下半場68分鐘入替，落場僅1分52秒即接應傳球輕鬆射成4-0，射入個人首個競爭性國際賽入球。
國際賽入球
| 1.                                       | 2010年5月13日 | 德國，亚琛，新蒂沃利體育場     | 馬爾他 | 1–0 | 3–0 | 友誼賽       |
| 2.                                       | 2010年5月13日 | 德國，亚琛，新蒂沃利體育場     | 馬爾他 | 2–0 | 3–0 | 友誼賽       |
| 3.                                       | 2010年5月29日 | 匈牙利，布達佩斯，普斯卡什球場 | 匈牙利 | 3–0 | 3–0 | 友誼賽       |
| 4.                                       | 2010年6月13日 | 南非，德班，德班球場           |        | 4–0 | 4–0 | 2010年世界盃 |
| 更新日期：2010年6月14日 (一) 15:06 (UTC) |               |                                |        |     |     |              |

## 私人生活
卡卡奧已婚，育有女兒及兒子各一，而他的哥哥弗拉德米尔（Vlademir）亦是一名足球運動員，司職前鋒或中場，主要效力國內低級別球隊，於2003年亦曾遠赴歐洲，參加德國球會的試訓不獲取錄，其後獲得紐倫堡賞識，但加盟後僅取得兩次上陣機會，聯賽及德国足协杯各一。一季後轉投土耳其球會錫巴特士邦（Akçaabat Sebatspor），效力兩季無甚建樹後才返回巴西。

## 榮譽
史特加
- 德国足球甲级联赛冠軍：2006/07年；

國家隊
- 2010年世界盃決賽週:季軍

## 外部連結
- Official website（页面存档备份，存于） （德文） （葡萄牙文）
- 卡考 – FIFA國際賽競賽紀錄 (存檔)
- 卡考在National-Football-Teams.com的資料
- "Fussball-gott" （德文）
- Pictures
- Some performance statistics （德文）
- Career stats at Fussballdaten.de（页面存档备份，存于） （德文）
- ESPN Profile （页面存档备份，存于）